# Samtgras
Das Samtgras (Lagurus ovatus) ist eine Pflanzenart aus der Familie der Süßgräser (Poaceae) und die einzige Art der Gattung Lagurus. Es wird auch als Hasenschwänzchen oder Hasenschwanz-Gras bezeichnet.

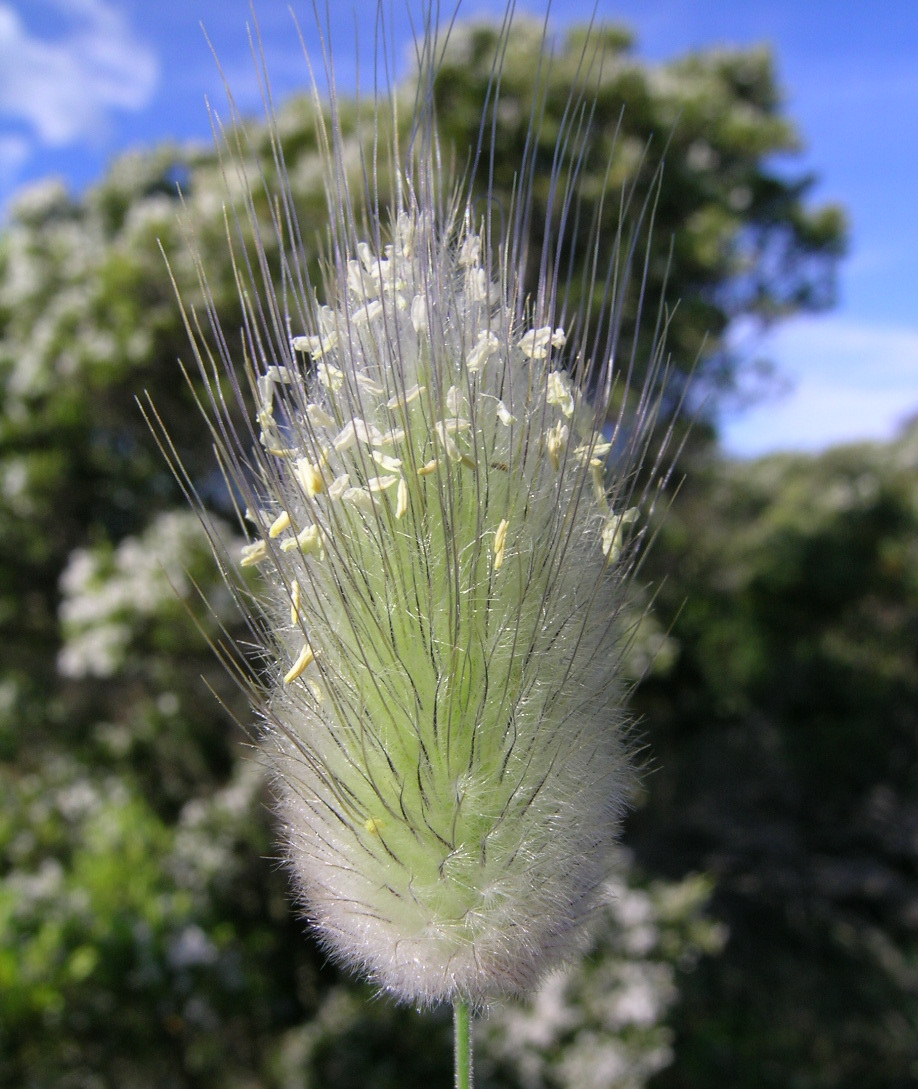
Blütenstand

## Beschreibung
Das einjährige Gras erreicht Wuchshöhen von 5 bis 60 Zentimetern. Es bildet nur einzelne aufrechte Halme, seltener auch offenen Horste mit nur wenigen Knoten. Die  graugrünen, flachen Blätter sind samtig behaart und haben mehr oder weniger aufgeblasene Blattscheiden. Das stumpfe und behaarte Blatthäutchen (Ligula) wird etwa 3 Millimeter lang.
Die Art zeichnet sich durch die charakteristischen weichen ährenartigen, sehr dicht stehenden, kugeligen bis eiförmigen Rispen aus. Diese werden 1 bis 7 cm lang und bis zu 2 cm breit. Sie sind bleichgrün, seltener auch purpurn überlaufen, zuletzt silbrig weiß. Aus den einblütigen, bis zu 10 mm langen Ährchen ragen die 8 bis 18 mm langen Grannen der Deckspelzen heraus. Die Grannen sind gekniet; die Untergranne ist schnurförmig gedreht, die Obergranne ist gerade und rau. Die Staubbeutel sind 1 bis 2 Millimeter lang.
Das Gras blüht je nach geographischer Lage zwischen April und Juni.
Die Chromosomenzahl beträgt 2n = 14.

## Verbreitung und Standort
Das Samtgras war ursprünglich nur im Mittelmeerraum bis zur Arabischen Halbinsel und entlang der westeuropäischen Atlantikküste bis nach Makaronesien beheimatet. Seit langem ist es in viele weitere Gebiete mit ihm zusagenden Klima verschleppt und inzwischen auf allen Kontinenten verbreitet. In Mittel- und Nordeuropa kommt es nur unbeständig besonders an Abfallstellen, Wegrändern oder in Sandfluren, zuweilen auch an Verladeplätzen oder im Brachland vor. Es wächst bevorzugt in kalkfreien Trockenrasen (Silikatmagerrasen) auf feinerdearmen, sommerwarmen, trockenen Böden.

## Taxonomie und Systematik
Das Samtgras wurde 1753 durch Carl von Linné in Species Plantarum Band 1, Seite 81 als Lagurus ovatus erstbeschrieben.
Man kann folgende Unterarten unterscheiden:
- Lagurus ovatus subsp. nanus (Guss.) Messeri: Sie kommt in Marokko, Spanien, Italien, Sizilien, Griechenland, Kreta, im Libanon und in Ägypten vor.[4]
- Lagurus ovatus L. subsp. ovatus: Sie kommt im Mittelmeerraum vor und hat Vorkommen als eingeschleppte Art in West-, Mittel- und Nordeuropa.[4]
- Lagurus ovatus subsp. vestitus (Messeri) Brullo: Sie kommt in Marokko, Algerien, Tunesien, Libyen, Spanien, Sizilien, Griechenland und in Kreta vor.[4]

## Verwendung
Das Gras wird vielfach zu Dekorationszwecken in Trockensträußen verwendet oder in Gärten als Zierpflanze angebaut. Samtgras (Lagurus) als Trockenblume ist in verschiedenen Farben erhältlich. Die natürliche Farbe ist beige, erst nach dem Trocknen erfolgt die Einfärbung mittels verdünnter Acrylfarbe.